# 點唱機
点唱机是一种半自动的音乐播放设备，通常是投币式的，可以让顾客自助放歌。经典的点唱机上有字母和数字的按钮，用于选择特定的唱片，而有些是光盘。光盘换片机是类似的家用设备；它们小到可以放在架子上，并且可以容纳数百张光盘，便于用户更換。